# Mecca Cola

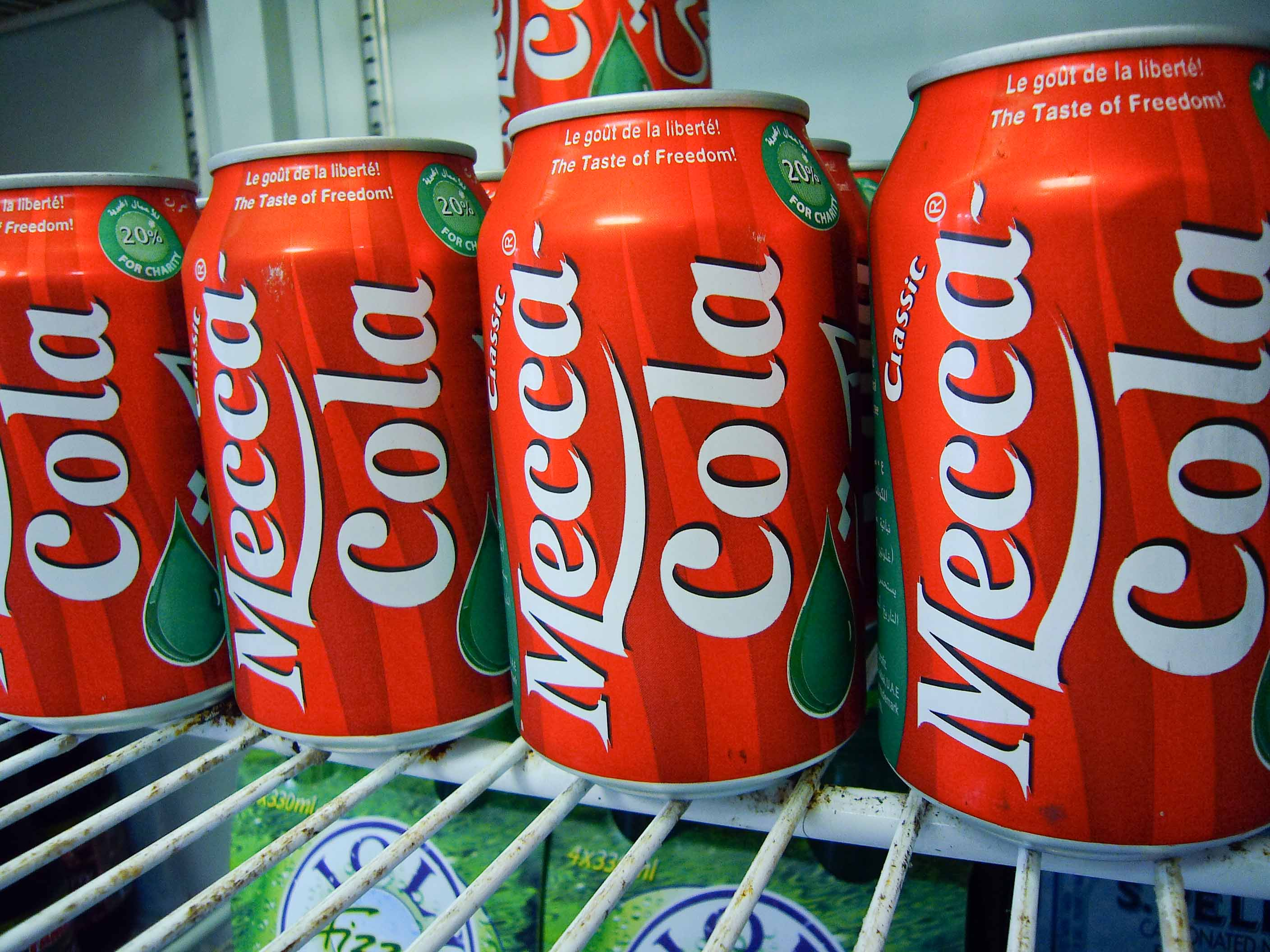
Canettes de Mecca Cola

Mecca-Cola est un cola alternatif, produit phare de la Mecca-Cola World Company. Le nom de cette marque contient la transcription en alphabet latin du nom arabe مكة المكرمة (Makkah al-Mukarramah, ou Mecca) de La Mecque, ville sainte de l'islam.
En 2005, Mecca-Cola est vendu dans une quarantaine de pays. Sa gamme de boissons compte, outre le soda classique, un soda diet (allégé en sucre), et des boissons gazeuses à la pomme, au citron et à l'orange.

## Origine
Mecca Cola est lancé le 5 novembre 2002 par l'homme d'affaires franco-tunisien Tawfik Mathlouthi. Cette entreprise française annonce son intention de reverser une partie du bénéfice à des associations humanitaires travaillant notamment dans les Territoires occupés par Israël. Le créateur avait été inspiré par un produit iranien semblable, le Zam Zam Cola, qui avait déjà réussi en Arabie saoudite et au Bahreïn. En l'absence d'une réponse favorable de la firme iranienne pour un contrat de distribution de leur boisson, Tawfik Mathlouthi décida de lancer sa propre marque[réf. nécessaire]. Le Mecca Cola a, à son tour, inspiré la création du Qibla Cola au Royaume-Uni, et de Arab Cola et Muslim Up en France.

## Distribution
Bien que le produit ait été créé en France, la compagnie est actuellement basée à Dubaï, dans les Émirats arabes unis, depuis octobre 2003. Juridiquement, Mecca Cola est une marque française. Les bouteilles sont directement importées de France, dans leur conditionnement d'origine, avec légendes en français, en arabe et en anglais.
Aujourd'hui, Mecca Cola est distribué dans soixante pays [réf. nécessaire] et il s'en est vendu 20 millions[réf. nécessaire] de litres en France en 2003. Il est vendu au Moyen-Orient, en Europe, en Asie et en Afrique, et à moindre échelle en Amérique et en Océanie. Il n'est que très peu distribué par les enseignes de la grande distribution française. En Israël, c'est un industriel de la ville de Taïbé, au nord de Tel Aviv, Makdad Idriss, qui distribue la boisson et la commercialise dans les localités arabes “d'Israël. Il s'est lui aussi engagé à reverser 20 % des profits à des œuvres caritatives.
En août 2011, Mecca Cola annonce le rachat de l'usine des eaux de Spontin (Belgique) et compte y lancer quatre lignes de production.
Elle renonce toutefois à ce rachat quelques mois plus tard faute d'avoir rassemblé les fonds nécessaires.
En 2012, la Cour suprême fédérale des Émirats arabes unis a décidé que « Mecca Cola » ne pouvait être enregistré comme nom de marque : une loi en effet interdit dans les marques déposées les connotations religieuses.

## Un dirigeant qui insiste sur l'engagement pro-palestinien
Un principe politique de la société réside dans son engagement à distribuer 10 % du bénéfice de ses ventes à des projets palestiniens strictement humanitaires tels que des écoles, et 10 % à des organismes caritatifs des pays dans lesquels la boisson est vendue. Au total, selon lui, 20 % des bénéfices sont reversés. En particulier, l'entreprise dit chercher à soutenir « des associations qui œuvrent pour la paix dans le monde et qui soutiennent le peuple palestinien dans sa lutte légitime pour son indépendance ». Ce positionnement activiste est affiché dans le slogan de la compagnie, qui apparaît sur tous ses produits : « Ne buvez plus idiot, buvez engagé ! ».
Mecca Cola était la boisson officielle et le sponsor du sommet d'octobre 2003 de l'Organisation de la conférence islamique qui s'est tenue en Malaisie.
Tawfik Mathlouthi se décrit comme « profondément antisioniste » sans être « antijuif ». Il a également déclaré : « Il est logique pour moi de vendre le produit dans l'entité sioniste et en Amérique. Je veux secouer la conscience des Juifs à propos du criminel de guerre Sharon et de son administration ».

## Polémique autour du fondateur, Tawfik Mathlouthi
Tawfik Mathlouthi a été condamné devant le tribunal correctionnel de Paris en 2004 pour « travail dissimulé » et « usage abusif de l'appellation fondation » à la suite de la création de Mecca Cola.
Interdit en Tunisie, Mecca Cola doit aussi fermer sa filiale au Maroc sur « fond de détournements de fonds et d'opacité des comptes ». Claude Askolovitch, dans l'hebdomadaire français Le Nouvel Observateur du 6 février 2003, décrit Mecca Cola comme « un clone de Coca inventé par un agitateur affairiste, Tawfik Mathlouthi, qui touille les passions antijuives et la haine anti-israélienne ».
En 2002, le site officiel de la marque mentionnait que 10 % des bénéfices nets des ventes de la boisson du même nom sont reversés « à des associations européennes... telles que Médecins sans frontières ». Médecins sans frontières publie alors un communiqué en date du 14 novembre 2002 niant avoir conclu un accord avec la fondation Mecca Cola et demandant que cette mention soit supprimée.